# OTP Bank Group
OTP Bank Group este cea mai mare instituție bancară din Ungaria și a treia din Europa Centrală și de Est, înființată în anul 1992.
OTB Bank este fosta CEC a Ungariei și a fost privatizată în 1995.
OTP Bank Group își desfășoară activitatea în 10 țări europene - Bulgaria, Croația, Muntenegru, România, Rusia, Serbia, Slovacia, Ucraina, Ungaria, Republica Moldova și are 11 milioane de clienți.
OTP Bank a avut un profit net de 11 milioane lei în anul 2014.